# Dème de Rendína (Thessalonique)
Le dème de Rendína, en grec moderne : Δήμος Ρεντίνας / Dímos Rendínas, est un ancien dème et un village du district régional de Thessalonique, en Macédoine-Centrale, Grèce. Depuis 2010, il est fusionné au sein du dème de Vólvi.
Selon le recensement de 2011, la population du dème s'élève à 5 821 habitants tandis que celle du village compte 504 habitants.

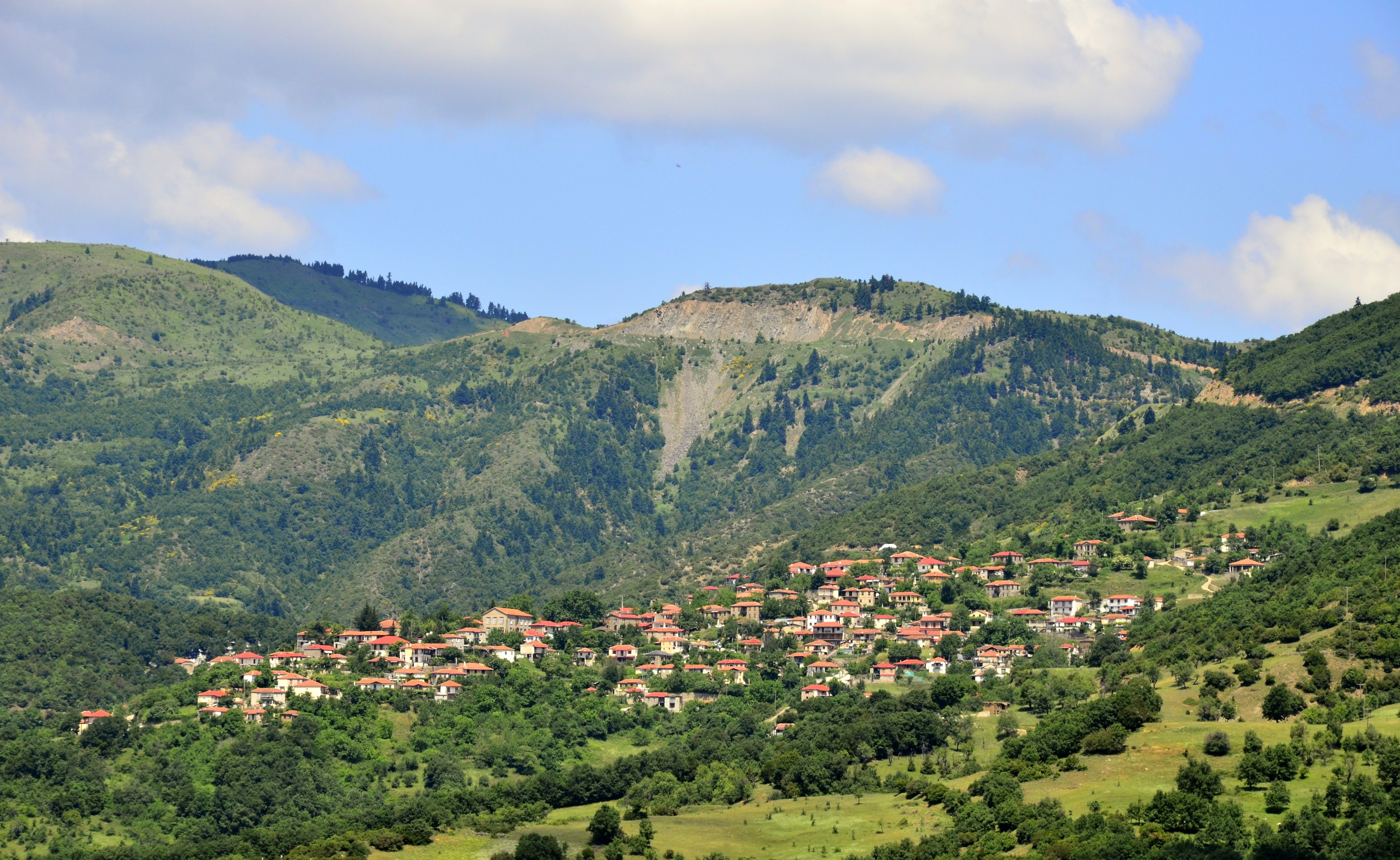
Le village de Rendína